# Suhpalacsa hermosus
Suhpalacsa hermosus is een insect uit de familie van de vlinderhaften (Ascalaphidae), die tot de orde netvleugeligen (Neuroptera) behoort. 
Suhpalacsa hermosus is voor het eerst wetenschappelijk beschreven door Banks in 1913.